# Wolfgang Schober
Wolfgang Schober (* 6. Juli 1989 in München) ist ein österreichischer Fußballtorwart.

## Karriere

### Vereine
Über die Münchener Vereine SV Schwarz-Weiß München und SV Gartenstadt Trudering wechselte Wolfgang Schober zur Saison 2003/04 in die Jugendabteilung des FC Bayern München. Dort durchlief er die jeweiligen Jugendabteilungen und wurde schließlich als A-Jugendlicher gemeinsam mit den heutigen Profis Toni Kroos, Thomas Müller und Holger Badstuber in der U-19-Bundesliga 2006/07 Vizemeister.
In der folgenden Saison wechselte er von der U-19 des FC Bayern München zum FC Red Bull Salzburg, für dessen zweite Mannschaft, die Red Bull Juniors Salzburg, am 15. April 2008 gegen den SC-ESV Parndorf 1919 sein Erste Liga-Debüt gab. Seitdem war er Stammtorwart im Reserveteam des FC Red Bull Salzburg. Mit der Saison 2008/09 gehörte Schober dem Profikader an, sammelte aber weiterhin Spielpraxis in der zweiten Mannschaft. Nach einer schweren Verletzung von Eddie Gustafsson verpflichtete RB Salzburg für die Saison 2010/11 mit Gerhard Tremmel, Alexander Walke und Niclas Heimann drei neue Torhüter, wobei Heimann für die zweite Mannschaft vorgesehen war. Schober war damit nur noch einer von fünf Torhütern; er wurde an den TSV Hartberg verliehen.
Im Sommer 2011 wurde Schober von der SV Ried unter Vertrag genommen. Am 13. Mai 2012 (35. Spieltag) debütierte er beim 1:1 im Auswärtsspiel gegen den FC Trenkwalder Admira in der Bundesliga. Am 11. Juni 2013 verpflichtete ihn der FC Wacker Innsbruck.
Anfang Jänner 2015 wechselte er zum drittklassigen Regionalligisten Union Vöcklamarkt.

### Nationalmannschaft
Wolfgang Schober nahm an der vom 16. bis 27. Juli 2007 in Österreich ausgetragenen U-19-Fußball-Europameisterschaft 2007 teil und schied nach drei absolvierten Gruppenspielen aus dem Turnier aus.

## Erfolge
- Österreichischer Meister 2009, 2010 (mit dem FC RedBull Salzburg)
- ÖFB-Cup-Finalist 2012 (mit der SV Ried)